# Listă a colegiilor Oxbridge
Majoritatea colegiilor Universității Cambridge au colegii echivalente, sau „înfrățite” (în engleză, sister colleges)  în Universitatea Oxford și vice versa. Spre exemplu, Oriel College, Oxford și St John's College, Cambridge au legături de înfrățire cu Trinity College, Dublin.  Aranjamentele și gradul de înfrățire diferă de la caz la caz, dar conțin în mod obișnuit dreptul de a participa la Balul din Mai (May Ball), dreptul de a mânca la facilitățile celorlalte colegii, dreptul de a folosi cărțile din biblioteci etc. 
| Cambridge                             | Oxford                                               |
| ------------------------------------- | ---------------------------------------------------- |
| Christ's College, Cambridge           | Wadham College, Oxford                               |
| Churchill College, Cambridge          | Trinity College, Oxford                              |
| Clare College, Cambridge              | Oriel College, Oxford St Hugh's College, Oxford      |
| Clare Hall, Cambridge                 | St Cross College, Oxford                             |
| Corpus Christi College, Cambridge     | Corpus Christi College, Oxford                       |
| Darwin College, Cambridge             | Wolfson College, Oxford                              |
| Downing College, Cambridge            | Lincoln College, Oxford                              |
| Emmanuel College, Cambridge           | Exeter College, Oxford                               |
| Fitzwilliam College, Cambridge        | St Edmund Hall, Oxford                               |
| Girton College, Cambridge             | Somerville College, Oxford                           |
| Gonville and Caius College, Cambridge | Brasenose College, Oxford                            |
| Jesus College, Cambridge              | Jesus College, Oxford                                |
| King's College, Cambridge             | New College, Oxford                                  |
| Magdalene College, Cambridge          | Magdalen College, Oxford                             |
| New Hall, Cambridge                   | St Anne's College, Oxford                            |
| Newnham College, Cambridge            | Lady Margaret Hall, Oxford                           |
| Pembroke College, Cambridge           | Queen's College, Oxford                              |
| Peterhouse, Cambridge                 | Merton College, Oxford                               |
| Queens' College, Cambridge            | Pembroke College, Oxford                             |
| Robinson College, Cambridge           | St Catherine's College, Oxford                       |
| St Catharine's College, Cambridge     | Worcester College, Oxford                            |
| St Edmund's College, Cambridge        | Green College, Oxford                                |
| St John's College, Cambridge          | Balliol College, Oxford                              |
| Selwyn College, Cambridge             | Keble College, Oxford                                |
| Sidney Sussex College, Cambridge      | St John's College, Oxford                            |
| Trinity College, Cambridge            | Christ Church, Oxford                                |
| Trinity Hall, Cambridge               | University College, Oxford All Souls College, Oxford |
| Wolfson College, Cambridge            | Linacre College, Oxford                              |
| Homerton College, Cambridge           |                                                      |
| Hughes Hall, Cambridge                |                                                      |
| Lucy Cavendish College, Cambridge     |                                                      |
|                                       | Harris Manchester College, Oxford                    |
|                                       | Hertford College, Oxford                             |
|                                       | Kellogg College, Oxford                              |
|                                       | Mansfield College, Oxford                            |
|                                       | Nuffield College, Oxford                             |
|                                       | St Antony's College, Oxford                          |
|                                       | St Hilda's College, Oxford                           |
|                                       | St Peter's College, Oxford                           |
|                                       | Templeton College, Oxford                            |